# تسفي هيكر
تسفي هيكر (بالعبرية: צבי הקר‏) هو مهندس معماري إسرائيلي، ولد في 31 مايو 1931 في كراكوف في بولندا.

## وصلات خارجية
- الموقع الرسمي
- تسفي هيكر على موقع مونزينجر (الألمانية)